# Barranc dels Plans (Serradell)
El barranc dels Plans és un barranc del terme de Conca de Dalt, al Pallars Jussà, dins del seu antic terme de Toralla i Serradell, en l'àmbit del poble de Serradell.
Es forma al vessant septentrional de la Serra de Sant Salvador, a llevant de la Roca Palomera i a ponent del Tossal del Càvet, al sud-oest de Serradell. Davalla cap al nord, fent algunes inflexions lleugeres, i discorre pel costat de llevant de la partida de los Plans i pel de ponent del Pla Mià. S'aboca en el riu de Serradell just davant, i a migdia, de la partida de Justinyà.